# Nectocarcinus bennetti
Nectocarcinus bennetti är en kräftdjursart som beskrevs av Hisayoshi Takeda och Miyake 1969. Nectocarcinus bennetti ingår i släktet Nectocarcinus och familjen simkrabbor. Inga underarter finns listade i Catalogue of Life.